# Tiro esportivo nos Jogos Pan-Americanos de 2019 - Carabina três posições 50 m masculino
A categoria da carabina três posições 50 m masculino foi um dos eventos do tiro esportivo nos Jogos Pan-Americanos de 2019, em Lima. Foi disputada no dia 30 de julho no Las Palmas Range.

## Calendário
Horário local (UTC-5)
| Data        | Horário | Fase         |
| ----------- | ------- | ------------ |
| 30 de julho | 09:00   | Qualificação |
| 30 de julho | 13:00   | Final        |

## Medalhistas
| Ouro   | USA Timothy Sherry    |
| Prata  | USA Michael McPhail   |
| Bronze | MEX José Luís Sánchez |

## Resultados

### Qualificação
Participaram da competição 27 atiradores. Para a final, classificaram-se os 8 melhores.
| Pos. | Atirador               | Nacionalidade            | Ajoelhado | Deitado | Em pé | Total    | Notas |
| ---- | ---------------------- | ------------------------ | --------- | ------- | ----- | -------- | ----- |
| 1    | Timothy Sherry         | USA Estados Unidos       | 397       | 396     | 388   | 1181-64x | Q,    |
| 2    | Julio César Iemma      | VEN Venezuela            | 384       | 399     | 385   | 1168-49x | Q     |
| 3    | Leonardo do Nascimento | BRA Brasil               | 385       | 394     | 383   | 1162-43x | Q     |
| 4    | Michael McPhail        | USA Estados Unidos       | 381       | 399     | 379   | 1159-52x | Q     |
| 5    | Daniel Vizcarra        | PER Peru                 | 382       | 395     | 381   | 1158-49x | Q     |
| 6    | Alexis Eberhardt       | ARG Argentina            | 388       | 395     | 373   | 1156-42x | Q     |
| 7    | José Luís Sánchez      | MEX México               | 386       | 395     | 368   | 1149-46x | Q     |
| 8    | Luis Mendoza           | PUR Porto Rico           | 382       | 390     | 376   | 1148-43x | Q     |
| 9    | Alexander Molerio      | CUB Cuba                 | 389       | 387     | 370   | 1146-38x |       |
| 10   | Alejandro Pasero       | ARG Argentina            | 391       | 396     | 358   | 1145-48x |       |
| 11   | Cassio Rippel          | BRA Brasil               | 383       | 398     | 363   | 1144-52x |       |
| 12   | Carlos Quezada         | MEX México               | 380       | 392     | 372   | 1144-41x |       |
| 13   | Anyelo Parada          | CHI Chile                | 382       | 388     | 374   | 1144-40x |       |
| 14   | Rainier Quintanilla    | CUB Cuba                 | 383       | 390     | 366   | 1139-35x |       |
| 15   | Grzegorz Sych          | CAN Canadá               | 379       | 393     | 366   | 1138-38x |       |
| 16   | Tommy Lapointe         | CAN Canadá               | 377       | 396     | 361   | 1134-43x |       |
| 17   | Cristian Santacruz     | ECU Equador              | 381       | 385     | 368   | 1134-40x |       |
| 18   | Octavio Sandoval       | GUA Guatemala            | 379       | 393     | 361   | 1133-40x |       |
| 19   | Allan Chinchilla       | GUA Guatemala            | 375       | 390     | 367   | 1132-35x |       |
| 20   | Israel Gutiérrez       | ESA El Salvador          | 380       | 378     | 373   | 1131-38x |       |
| 21   | Edgardo Sepúlveda      | CRC Costa Rica           | 376       | 392     | 362   | 1130-36x |       |
| 22   | Roberto Chamberlain    | CRC Costa Rica           | 378       | 385     | 364   | 1127-31x |       |
| 23   | Miguel Mejia           | PER Peru                 | 370       | 383     | 355   | 1108-20x |       |
| 24   | Noe Preza              | ESA El Salvador          | 362       | 376     | 357   | 1095-21x |       |
| 25   | Gabriel Chambi         | BOL Bolívia              | 352       | 388     | 344   | 1084-21x |       |
| 26   | Hosman Duran           | DOM República Dominicana | 359       | 386     | 324   | 1069-22x |       |
| 27   | Milton Camacho         | ECU Equador              |           |         |       | DNS      |       |

### Final
| Pos.              | Atirador               | Nacionalidade      | Ajoelhado            | Deitado              | Em pé           | 1          | 2          | 3          | 4          | 5         | Total | Notas |
| ----------------- | ---------------------- | ------------------ | -------------------- | -------------------- | --------------- | ---------- | ---------- | ---------- | ---------- | --------- | ----- | ----- |
| Medalha de ouro   | Timothy Sherry         | USA Estados Unidos | 151.8 50.6 51.7 49.5 | 306.1 51.1 52.1      | 406.9 51.0 49.8 | 416.3 9.4  | 426.9 10.6 | 437.7 10.8 | 446.0 8.3  | 455.8 9.8 | 455.8 | FPR   |
| Medalha de prata  | Michael McPhail        | USA Estados Unidos | 153.2 50.9 51.3 51.0 | 310.2 51.5 53.3 52.2 | 405.9 47.9 47.8 | 415.3 9.4  | 425.3 10.0 | 435.7 10.4 | 445.9 10.2 | 453.9 8.0 | 453.9 |       |
| Medalha de bronze | José Luís Sánchez      | MEX México         | 149.6 49.0 49.4 51.2 | 304.3 52.0 52.1 50.6 | 402.8 49.0 49.5 | 411.4 8.6  | 421.0 9.6  | 430.0 9.0  | 439.3 9.3  |           | 439.3 |       |
| 4                 | Alexis Eberhardt       | ARG Argentina      | 147.5 48.4 49.6 49.5 | 299.8 49.7 51.5 51.1 | 397.3 49.0 48.5 | 405.7 8.4  | 415.5 9.8  | 425.3 9.8  |            |           | 425.3 |       |
| 5                 | Luis Mendoza           | PUR Porto Rico     | 145.9 47.9 51.0 47.0 | 297.7 52.4 49.4 50.0 | 397.1 49.3 50.1 | 406.3 9.2  | 415.4 9.1  |            |            |           | 415.4 |       |
| 6                 | Daniel Vizcarra        | PER Peru           | 145.7 45.9 49.8 50.0 | 301.4 51.6 52.2 51.9 | 394.1 44.8 47.9 | 404.3 10.2 |            |            |            |           | 404.3 |       |
| 7                 | Julio César Iemma      | VEN Venezuela      | 144.8 48.7 47.6 48.5 | 294.6 50.9 49.5 49.4 | 394.0 50.0 49.4 |            |            |            |            |           | 394.0 |       |
| 8                 | Leonardo do Nascimento | BRA Brasil         | 147.1 48.3 49.5 49.3 | 300.1 51.6 49.8      | 393.6 49.3 44.2 |            |            |            |            |           | 393.6 |       |